# Enrico Piccioni
Enrico Piccioni (San Benedetto del Tronto, 23 novembre 1961) è un allenatore di calcio ed ex calciatore italiano, di ruolo centrocampista.

## Biografia
Nel 2007 venne arrestato per bancarotta documentale e nel 2015 per bancarotta fraudolenta.

## Carriera

### Giocatore
Cresciuto nel vivaio della Sambenedettese, vi esordisce nel corso della stagione 1980-1981 per passare la stagione successiva al Forlì sempre in C1 e poi all'Empoli dove rimane fino al 1985 (compresa una stagione in prestito al Perugia dove esordisce in Serie B).
Nel 1985 approda al Catanzaro dove rimane per un biennio, prima di unirsi alla Cremonese dove disputa 3 stagioni di B e due di Serie A. Nel 1992 scende in C1, tornando nella società dove nacque calcisticamente prima di scendere ulteriormente di categoria accasandosi alla Civitanovese. Da qui inizia a calcare i campionati dilettanti.

### Allenatore
Nel 1996 inizia la carriera da giocatore-allenatore con il Camerino, esperienza bissata successivamente al Città di Castello. Appesi definitivamente gli scarpini al chiodo, viene esonerato dalla società umbra, rimanendo così senza panchina.
Nel 1999 è assunto dalla Civitanovese, esperienza conclusa con un nuovo esonero nell'aprile 2000. La stagione successiva è alla guida del Tolentino ma anche qui l'esperienza si conclude con un esonero sempre nel mese di aprile.
Nell'ottobre 2004 è alla guida della Vis Pesaro fino al marzo 2005. Il vicino fallimento societario nell'estate successiva, porta ad un cambio di dirigenza con Piccioni presente nel doppio ruolo di dirigente ed allenatore: tuttavia la Vis Pesaro non presentò le documentazioni necessarie e venne esclusa dal calcio professionistico, dovendo ripartire dalla Promozione.
Nel settembre dello stesso anno è assunto dal Real Montecchio, ma l'esperienza si chiude con un esonero nel giro di un mese, mentre la stagione successiva guida la formazione del Riccione.
All'inizio della stagione 2007-2008 guida i berretti della Sambenedettese e a novembre viene "promosso" sulla panchina della prima squadra. Nel dicembre 2007 viene arrestato con l'accusa di bancarotta documentale relativa al fallimento della Vis Pesaro. Nonostante ciò non viene sollevato dall'incarico dalla società marchigiana, che affida momentaneamente la squadra al vice Scarpantoni, e dopo 13 giorni di carcere Piccioni viene scarcerato potendo così riprendere in mano le redini della squadra, almeno fino a marzo quando viene esonerato.
All'inizio della stagione successiva è di nuovo sulla panchina della Sambenedettese, venendo esonerato nel gennaio 2009.
Dopo l'esperienza con la Sambenedettese, ad agosto 2009 prende la guida del Botev Plovdiv, squadra della massima serie bulgara, la società bulgara chiude all'ultimo posto nel campionato 2009/2010 ed a fine giugno dichiara il proprio fallimento.
Nel 2011 è al Morro d'Oro, nel 2013 è allenatore e ds del Fk Carnikava in Lettonia, in seguito viene ingaggiato dalla squadra maltese del Mosta ma a fine campionato non viene confermato. Viene però richiamato dallo stesso Mosta nell'estate del 2018.
Il 6 maggio 2022 viene annunciato come nuovo allenatore del Castelfidardo, in Serie D. Riesce miracolosamente ad agguantare il playout, ma la salvezza sfuma all'ultimo minuto della gara disputatata contro il Fano. A seguito della retrocessione non viene confermato alla guida della squadra biancoverde.
Il 22 dicembre 2022 subentra sulla panchina della Palmense, squadra che milita nel campionato di Promozione marchigiana.

## Palmarès

### Giocatore
- Campionato italiano Serie C1: 2

Empoli: 1982-1983 (girone B)
Catanzaro: 1986-1987 (girone B)